# Ornithogalum libanoticum
Ornithogalum libanoticum là một loài thực vật có hoa trong họ Măng tây. Loài này được Boiss. mô tả khoa học đầu tiên năm 1859.